# Szuzuki Jaszuo
Szuzuki Jaszuo (Kanagava, 1913. április 30. – ?) japán válogatott labdarúgó.
A japán válogatott tagjaként részt vett az 1936. évi nyári olimpiai játékokon.

## Statisztika
| Japán válogatott | Japán válogatott | Japán válogatott |
| Időszak          | Mérk.            | gól              |
| ---------------- | ---------------- | ---------------- |
| 1934             | 1                | 0                |
| 1935             | 0                | 0                |
| 1936             | 1                | 0                |
| Összesen         | 2                | 0                |